# 조선말대사전
《조선말대사전》(朝鮮～大辭典)은 조선민주주의인민공화국의 언어학을 연구하는 사회과학원 언어학연구소에서 1992년에 편찬하여 사회과학출판사에서 발간된 문화어를 위주로 하는 조선어(한국어) 사전이다. 2007년에 첫 번째 증보판이, 2017년에 두 번째 증보판이 발간되었다.
정치 용어와 각 지방에서 쓰는 방언은 물론 외래어와 '전세'와 같은 낡은 사회의 단어로 간주되는 단어 등 총 40만여 어휘가 기록된 것으로 알려졌다.

## 배열 순서
《조선말대사전》의 자모 배열 순서는 「조선말 규범집」(1988)에 따라 배열되어 있다.
| 초성(19자) | ㄱ ㄴ ㄷ ㄹ ㅁ ㅂ ㅅ ㅈ ㅊ ㅋ ㅌ ㅍ ㅎ ㄲ ㄸ ㅃ ㅆ ㅉ ㅇ                         |
| 중성(21자) | ㅏ ㅑ ㅓ ㅕ ㅗ ㅛ ㅜ ㅠ ㅡ ㅣ ㅐ ㅒ ㅔ ㅖ ㅚ ㅟ ㅢ ㅘ ㅝ ㅙ ㅞ                   |
| 종성(27자) | ㄱ ㄳ ㄴ ㄵ ㄶ ㄷ ㄹ ㄺ ㄻ ㄼ ㄽ ㄾ ㄿ ㅀ ㅁ ㅂ ㅄ ㅅ ㅇ ㅈ ㅊ ㅋ ㅌ ㅍ ㅎ ㄲ ㅆ |